# Saint-Ybars
Saint-Ybars é uma comuna francesa na região administrativa de Occitânia, no departamento de Ariège. Estende-se por uma área de 24,31 km². Em 2010 a comuna tinha 699 habitantes (densidade: 28,8 hab./km²).